# Lakeland Shores (Minnesota)
Lakeland Shores es una ciudad ubicada en el condado de Washington en el estado estadounidense de Minnesota. En el Censo de 2010 tenía una población de 311 habitantes y una densidad poblacional de 163,59 personas por km².

## Geografía
Lakeland Shores se encuentra ubicada en las coordenadas 44°56′58″N 92°45′45″O / 44.94944, -92.76250. Según la Oficina del Censo de los Estados Unidos, Lakeland Shores tiene una superficie total de 1.9 km², de la cual 0.83 km² corresponden a tierra firme y (56.4%) 1.07 km² es agua.

## Demografía
Según el censo de 2010, había 311 personas residiendo en Lakeland Shores. La densidad de población era de 163,59 hab./km². De los 311 habitantes, Lakeland Shores estaba compuesto por el 99.04% blancos, el 0% eran afroamericanos, el 0% eran amerindios, el 0.32% eran asiáticos, el 0% eran isleños del Pacífico, el 0.32% eran de otras razas y el 0.32% pertenecían a dos o más razas. Del total de la población el 1.29% eran hispanos o latinos de cualquier raza.